# Christa Prinzing
Christa Prinzing (1945) è un'ex sciatrice alpina tedesca che gareggiò per la nazionale tedesca occidentale.

## Biografia
Sciatrice polivalente originaria di Kranzegg di Rettenberg e sorella di Gerhard, a sua volta sciatore alpino, Christa Prinzing debuttò in campo internazionale in occasione delle gare pre-olimpiche di Innsbruck 1963 (15-17 febbraio), dove si classificò 46ª nella discesa libera e non completò lo slalom speciale; ai Mondiali di Portillo 1966 (5-14 agosto), sua unica presenza iridata nonché congedo agonistico internazionale, si classificò 8ª nella discesa libera, 10ª nello slalom gigante, 19ª nello slalom speciale e 6ª nella combinata. Si ritirò nel 1967; non prese parte a rassegne olimpiche.

## Palmarès

### Campionati tedeschi
- 4 argenti (dati parziali: discesa libera, slalom gigante, slalom speciale, combinata nel 1965[5])